# Banque de Moscou
 (novembre 2015).
Si vous disposez d'ouvrages ou d'articles de référence ou si vous connaissez des sites web de qualité traitant du thème abordé ici, merci de compléter l'article en donnant les références utiles à sa vérifiabilité et en les liant à la section « Notes et références ».
La Banque de Moscou (en russe : Банк Москвы) est la cinquième plus grande banque en Russie. Elle fournit des services bancaires aux entreprises et aux particuliers. La banque fournit actuellement des services à plus de 100 000 entreprises clientes et plus de 7 millions de particuliers. 
Elle a des bureaux dans presque chaque centre économique majeur du pays et dispose de près de 380 agences. Le siège de la banque est situé à Moscou, dans l'ancien siège de la Banque Unie.

## Histoire
La Banque de Moscou a été créée en 1995. En avril 2010, le maire de Moscou, Iouri Loujkov a signé un décret pour soutenir la banque via le budget municipal de Moscou. 
En février 2011,  une participation de 46,48 % de la Banque de Moscou est vendue à la banque VTB. Celle-ci a également acquis 25 % du Groupe d'assurances Capital, qui détenait une participation de 17,32 % dans la Banque de Moscou. Le prix d'achat total était de 103 milliards de roubles. Outre VTB, Alfa Bank et la Bank Austria, filiale d'UniCredit, étaient intéressées par l'achat de cette participation. En mars 2011, VTB acquiert une participation de 2,77 % détenue par Crédit Suisse, ainsi qu'une participation de 1,7 % détenue par un fonds suisse, portant ainsi sa participation à 51%. Le 1er mars 2011, les actifs de la Banque de Moscou s'élevaient à 867,7 milliards de roubles.

## Propriétaires et direction
Les principaux actionnaires sont VTB (95,52 %) et le Groupe Capital Insurance (1,51 %). La capitalisation totale à ce moment s'élève à 151,85 milliards de roubles. 

## Présence
La Banque est présente dans presque toutes les régions économiquement importantes du pays à travers 380 agences Au 1er janvier 2012, la banque avait 208 succursales en Russie, avec plus de 100 000 entreprises et plus de 9 millions de clients privés. 